# Phyllolobium donianum
Phyllolobium donianum là một loài thực vật có hoa trong họ Đậu. Loài này được (DC.) M.L. Zhang & Podl. mô tả khoa học đầu tiên năm 2006.